# Гугеноты

Гугенотский крест

Гугено́ты (фр. Huguenot(s) французский: [yɡ(ə)no]) — название с XVI века французских протестантов-кальвинистов. Происходит от франко-швейцарского eyguenot (aguynos), обозначавшего члена женевского протестантского союза против герцога Савойского. Слово eyguenot в свою очередь восходит к с.-в.-нем. eitgenôz (современное нем. Eidgenosse) — собрат, соратник, союзник. Начиная с XIV века Eidgenosse официально обозначает просто гражданина Швейцарской конфедерации.

## Появление протестантизма во Франции

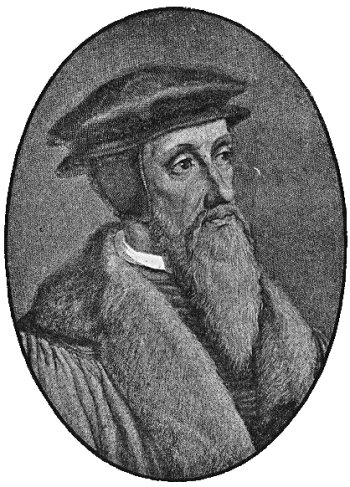
Кальвин

Сначала слово гугенот употреблялось противниками протестантов как насмешка и происходило от «гуго» — пренебрежительного прозвища швейцарцев во Франции, но впоследствии, когда Реформация стала распространяться во Франции, оно прижилось и среди самих французских протестантов. Сторонники Реформации во Франции появились очень рано. Лефевр, Фарель, Руссель пропагандировали протестантское учение. При покровительстве Маргариты Ангулемской (1492—1549), королевы Наваррской, сестры короля Франциска I, возникли тайные лютеранские общины. Но наибольшее сочувствие и распространение нашло учение Кальвина, особенно в среде дворянства и среднего сословия. К веротерпимости и реформам призывал даже католический епископ Брюсонне. В 1534 году протестанты наводнили крупные города листовками, грубо высмеивавшими священников и мессу (см.: дело о листовках). В ответ начались массовые аресты и казни еретиков. Реформированная церковь во Франции была вынуждена уйти в подполье.

## Религиозные войны
Франциск I повелел конфисковать все протестантские сочинения и запретил гугенотам под угрозой смертной казни устраивать своё протестантское богослужение; но эти меры не смогли остановить распространение реформаторского учения. Генрих II в 1555 году издал эдикт, которым грозил гугенотам сожжением на кострах, и после заключения Като-Камбрезийского мира с особенным рвением принялся за искоренение «ереси». Тем не менее при нём во Франции насчитывали до 5000 кальвинистских общин. При Франциске II, находившемся под сильным влиянием Гизов, в 1559 году при каждом парламенте была учреждена особая комиссия — «огненная палата», следившая за исполнением эдиктов о еретиках.
Всеобщая оппозиция против Гизов дала гугенотам мужество бороться против преследований. Часть дворян-кальвинистов под руководством Лареноди составила заговор с целью потребовать от короля свободы совести и удаления Гизов, а в случае отказа — силою захватить короля и заставить его передать управление расположенным к кальвинизму Бурбонам, Антуану Наваррскому и Людовику Конде.

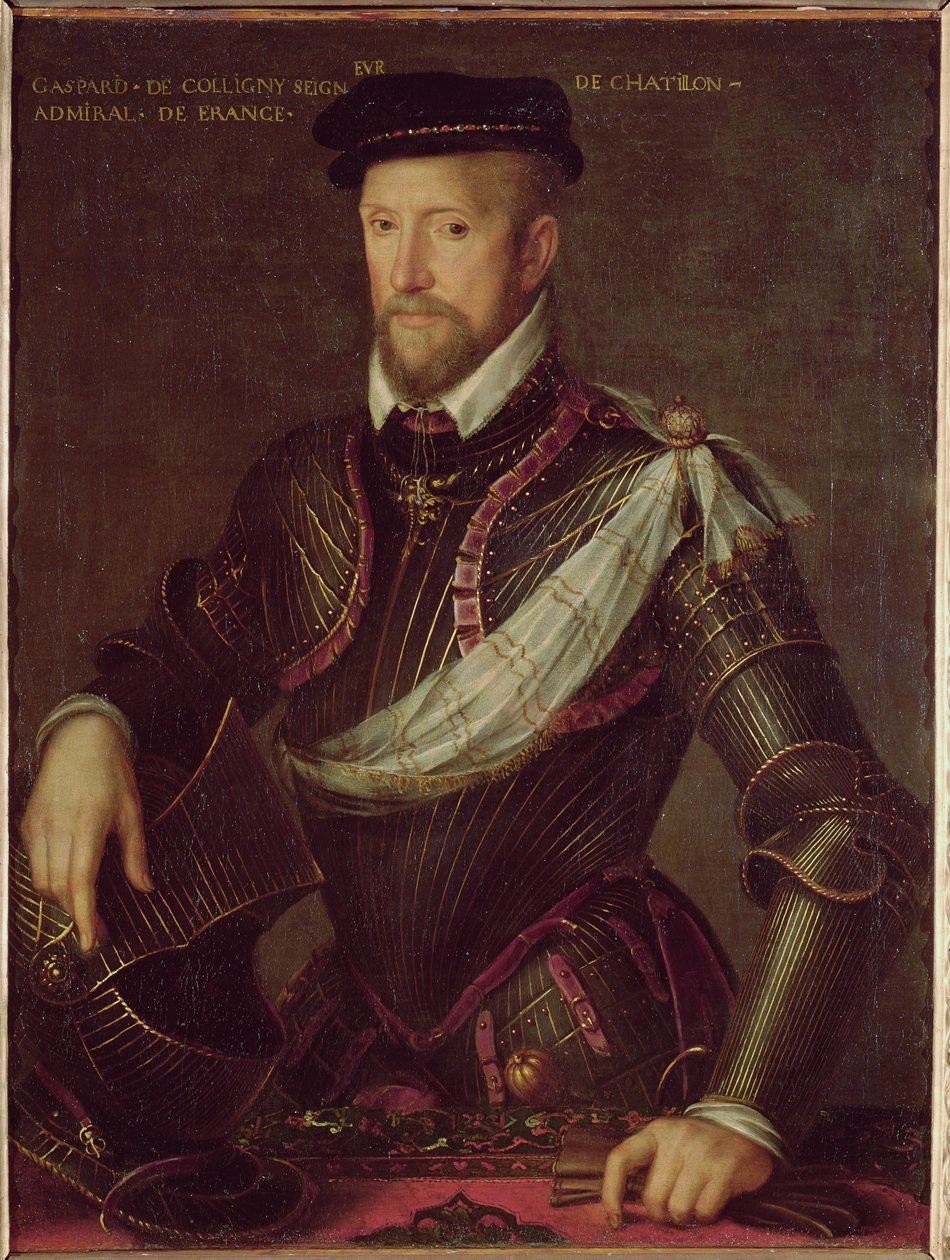
Гаспар II де Колиньи

Заговор был раскрыт; король бежал из Блуа в Амбуаз. Нападение заговорщиков на Амбуаз было отбито; многие погибли в бою, другие казнены. Тем не менее в мае 1560 года были уничтожены Chambres ardentes, но по-прежнему запрещены религиозные собрания и публичное отправление протестантского богослужения. В августе того же года адмирал Колиньи на собрании нотаблей потребовал для кальвинистов свободы совести. Собрание отложило решение до созвания генеральных штатов в Орлеане; чтобы воспрепятствовать постановлениям этого собрания в благоприятном для гугенотов смысле.
Гизы захватили в плен Бурбонов, а Конде за участие в заговоре был приговорён к казни. Смерть Франциска II помешала исполнению приговора. При Карле IX в 1561 году был издан эдикт, которым отменялась смертная казнь за принадлежность к ереси. Для прекращения вражды между католиками и гугенотами между ними был устроен религиозный диспут в Пуасси, который, однако, не привёл к желанному соглашению.
Так называемый триумвират из герцога Гиза, коннетабля Монморанси и маршала Сент-Андре стремился к подавлению реформации, и ему удалось перетянуть на свою сторону Антуана Наваррского. Как только был издан Январский эдикт 1562 года, предоставлявший гугенотам право свободного богослужения, Франсуа де Гиз напал при Васси на толпу гугенотов, собравшихся в сарае для совершения богослужения. Все они были перебиты, и это было началом междоусобной войны. Первая война (всего их было 8) велась с переменным успехом и кончилась в 1563 году соглашением, получившим своё подтверждение в Амбуазском эдикте, в котором гугенотам опять была предоставлена свобода вероисповедания.
Королева-мать, лишив Гизов влияния, не желала, однако, чтобы им стали пользоваться гугеноты, и новым эдиктом отменила почти все прежние вольности, предоставленные гугенотам; тогда Конде и Колиньи решились захватить короля в свои руки; но их заговор был открыт, и двор бежал в Париж. Конде осадил столицу. Снова был заключён мирный договор в Лонжюмо, в силу которого была объявлена всеобщая амнистия; но спустя полгода опять разгорелась гражданская война.

### Ла-Рошель
Ненависть католических народных масс к гугенотам выразилась в кровавом насилии. Конде и Колиньи бежали в Ла-Рошель, которая с этих пор стала главной штаб-квартирой гугенотов. Английская королева Елизавета снабдила гугенотов деньгами и оружием, немецкие протестантские князья оказали им помощь войсками. В битве при Жарнаке в 1569 году католики под начальством маршала Таванна разбили гугенотов наголову; Конде попал в плен и был убит.
Жанна Наваррская тогда созвала гугенотов в Коньяк, воодушевила их своей речью и поставила во главе войска своего сына Генриха; но, несмотря на подкрепления, посланные Германией, гугеноты снова потерпели поражение, и только в следующем году Колиньи удалось завладеть Нимом и Ла-Рошелью и нанести поражение королевским войскам. Наконец умеренная партия взяла верх и в том же году был заключён Сен-Жерменский мир, в силу которого была объявлена амнистия и свобода вероисповедания. Для большей гарантии в руках гугенотов оставлены крепости Ла-Рошель, Лашарите, Монтобан и Коньяк.

### Варфоломеевская ночь

Варфоломеевская ночь

Чтобы приобрести доверие гугенотов, Екатерина Медичи решила выдать замуж свою дочь Маргариту (будущая «Королева Марго») за Генриха Наваррского; были начаты переговоры с Англией относительно совместной поддержки нидерландского восстания, Колиньи был назначен главным начальником снаряжённой с этой целью французской армии. Во всей Франции воцарились спокойствие и мир, так что королева Наваррская вместе с принцем Конде и Генрихом Наваррским безбоязненно могла приехать в Париж на бракосочетание последнего с сестрой короля.
На эту свадьбу была приглашена масса знатных гугенотов; глава их, Колиньи, пользовался, по-видимому, исключительным благоволением короля и руководил французской политикой. Католики с возрастающей ненавистью смотрели на это сближение; да и королева-мать прежде всего хотела устранить Колиньи, находя его влияние вредным для себя. Этим была вызвана Варфоломеевская ночь. Многие гугеноты спаслись от резни и стали защищаться с мужеством отчаяния в Ла-Рошели, Ниме, Монтобане. Везде, где гугеноты чувствовали себя достаточно сильными, они закрыли перед королевскими войсками ворота. Тщетно старался герцог Анжуйский завладеть Ла-Рошелью; война кончилась миром 1573 года, по которому Монтобан, Ним и Ла-Рошель остались за гугенотами, и в этих городах им была предоставлена свобода богослужения. Вскоре после заключения мира умеренная партия завязала отношения с гугенотами, чтобы с помощью их добиться низвержения Гизов. Заговор был, однако, раскрыт; герцог Алансонский (младший брат Карла IX), стоявший во главе этой партии, и Генрих Наваррский были заключены в Венсен, а Конде спасся бегством в Страсбург.
При Генрихе III снова начались преследования гугенотов, и война возобновилась, причём к гугенотам присоединился и Генрих Наваррский, перешедший снова в протестантизм. Конде, подкреплённый вспомогательным немецким корпусом, вторгся во Францию. Король, видя перевес военной силы на стороне гугенотов, решился на выгодный для них мир, по которому, за исключением Парижа, они получили право свободного богослужения, доступ ко всем должностям и восемь новых крепостей.

### Католическая лига
Но в том же 1576 году герцог Генрих Гиз основал Католическую лигу для защиты католической веры. Король на генеральных штатах в Блуа сам стал во главе лиги, и тогда снова возгорелась религиозная война; она продолжалась недолго, потому что Генрих III опасался честолюбивых планов герцога Гиза больше, чем самих гугенотов, и решил в 1579 году заключить мир в Пуатье, которым восстановлены были все прежние вольности гугенотов. Возрастающее влияние Гиза заставило королеву-мать войти с Генрихом Наваррским в переговоры, закончившиеся предоставлением ещё более широких прав гугенотам и передачей им четырнадцати крепостей.
После смерти младшего брата короля ближайшие права на трон принадлежали Генриху Наваррскому. Но герцог Гиз не желал допустить, чтобы корона досталась некатолику, и заключил союз с Испанией и папой для устранения Генриха. Католическая лига провозгласила наследником престола старого кардинала Бурбонского и заставила короля в 1585 году издать Немурский эдикт, который отменил все прежние права и преимущества гугенотов, католицизм объявлялся господствующей государственной религией во всей Франции, а всем последователям других религий предписывалось покинуть страну в течение месяца.
Гугеноты снова взялись за оружие, и началась восьмая религиозная война, известная в истории под именем «войны трёх Генрихов» — Валуа, Бурбона и Гиза. Протестантская часть Германии поддержала гугенотов, прислав дополнительные войска, Англия помогла деньгами и ценной информацией. Генрих Наваррский нанёс католикам решительное поражение в битве при Кутра. Несмотря на это, Гиз, пользуясь бунтом парижан, заставил короля издать эдикт, лишавший лиц некатолического вероисповедания права на французский престол. Однако победитель Генрих Наваррский принял католическую веру и унаследовал французскую корону под именем Генриха IV.

## Нантский эдикт
После смерти Генриха III Генрих Наваррский, в силу наследственного права, стал законным королём Франции, но ему пришлось выдержать продолжительную борьбу и перейти в католицизм, прежде чем за ним была всеми признана корона. Сначала король опасался разгневать католиков покровительством гугенотам, но наконец в 1598 году издал Нантский эдикт, который был отредактирован с включением и обновлением прежних эдиктов 1563, 1570, 1577 годов и с некоторыми добавлениями о равенстве прав. Несмотря на недовольство парижского парламента, состоявшего в основном из католиков, Генрих заставил его внести в свои регистры Нантский эдикт, который признавал свободу вероисповедания и даровал полное равноправие католикам и протестантам с целью прекратить религиозные войны. Нантский эдикт обозначил завершение тридцатипятилетней гражданской войны и установление длительного периода процветания Франции. Однако провинциальные и парижские католики не примирились с потерей превосходства над реформаторами и продолжали борьбу за власть.

## Гугенотство после Генриха IV

### XVII век
В 1610 году католический фанатик убил короля Генриха IV, и восьмилетний дофин, первенец короля Генриха IV и королевы Марии Медичи, стал Людовиком XIII. Католическая элита Франции укрепила власть; крёстным отцом от лица папы Павла V был кардинал Франсуа де Жуайез. Хотя Людовик XIII и подтвердил эдикт, тем не менее гугеноты под влиянием честолюбивого дворянства поддержали восстание принца Генриха II Конде и успокоились только тогда, когда были подтверждены их права и вольности.
В 1615 году совершеннолетний Людовик XIII вступил в брак с Анной Австрийской, дочерью короля Испании Филиппа III. Это возбудило опасения гугенотов. Многие вельможи оставили двор и начали готовиться к войне,
В 1617 году католическое духовенство убедило короля издать эдикт, которым вводилась католическая религия в чисто протестантском Беарне; гугеноты должны были возвратить католикам церковное имущество, бывшее в их руках уже в течение 50 лет. Ввиду их неподчинения эдикту король сам прибыл в Беарн и силою заставил привести его в исполнение. Гугеноты увидели в этом открытый вызов к войне и взялись за оружие, но вследствие бездарности своих предводителей терпели постоянные поражения.
Заключённый в Монпелье мир предоставил гугенотам полную амнистию и возврат захваченного имущества; запрещалось только без предварительного согласия короля устройство религиозных сборищ. Король не выполнил многих условий договора, и гугеноты восстали снова; их флот под начальством Субиза поначалу разбил королевский флот, посланный кардиналом Ришельё против Рошфора, но вскоре потерпел полное поражение.
После непродолжительного перемирия гражданская война снова разгорелась. Несмотря на морскую помощь гугенотам с стороны Англии, королевские войска овладели главной твердыней гугенотов — Ла-Рошелью. По Алесскому договору гугеноты должны были уничтожить свои крепости Кастра, Монтобана, Нима и Юзеза, за что им была дана амнистия и предоставлена свобода вероисповедания.
Заслуги кардинала Ришельё перед Францией по достоинству оценил один из его принципиальных противников:

«Никто лучше него не постиг до того времени мощи королевства и никто не сумел объединить его полностью в руках самодержца. Суровость его правления привела к обильному пролитию крови, вельможи королевства были сломлены и унижены, народ обременён податями, но взятие Ла-Рошели, сокрушение партии гугенотов, ослабление Австрийского дома, такое величие в его замыслах, такая ловкость в осуществлении их должны взять вверх над злопамятством частных лиц и превознести его память хвалою, которую она по справедливости заслужила».— Франсуа де Ларошфуко. Мемуары.
При Ришельё и Мазарини разгромленные гугеноты беспрепятственно пользовались своими правами; но Людовик XIV начал постепенно ограничивать права гугенотов, а после смерти Кольбера их стали обращать в католичество насильственным путём, пока и сам Нантский эдикт не был отменён в 1685 году по эдикту Фонтенбло. Король-солнце, правивший Францией и колониями более 70 лет, своей политикой вынуждал непокорных гугенотов и их сторонников протестантов и реформаторов выбирать между обращением в католичество и эмиграцией.

#### Колонисты
Как и испанские мориски, французские гугеноты приняли участие в освоении некогда обширных французских колониальных пространств Нового Света, хотя и в гораздо меньшей степени (как и французы вообще). В 1605 году смешанная группа из 20 католиков и протестантов основала первое французское поселение в Акадии. Вражда между католиками и протестантами вызвала религиозную поляризацию и в Акадии, а оттуда начала проникать и в Квебек, основанный французами в 1608 году. Стремясь ограничить разрастание зоны конфликта во французской Америке, 6 мая 1627 года кардинал Ришельё издал указ, согласно которому протестантам было запрещено селиться в Квебеке (он боялся того что протестанты будут сотрудничать с англо-американцами из стремительно разрастающихся 13 британских колоний), но ситуация во французской Акадии продолжала накаляться. Хотя французское население Акадии составляло не более 3 тысяч человек, в 1635 году в колонии вспыхнул конфликт между сторонниками протестантского и католического губернаторов. Шарль де Сент-Этьен де ля Тур (протестант) и Шарль де Мену д'Алней (католик) сошлись в схватке. Гражданская война в Акадии закончилась лишь в 1653 году победой протестанта, которая стала пирровой. В 1654 году ослабленную и разорённую Акадию захватили англо-американские силы. Однако Франция вернулa Акадию в 1667. В 1755 году британские силы вновь, и на этот раз окончательно, захватили провинцию. Mассовой депортации со стороны британцев подверглось всё франкоязычное население региона (18 000 человек) вне зависимости от религиозного вероисповедания, что фактически нивелировало различия между католиками и протестантами в пользу первых. От 2 000 до 4 000 франко-акадцев (в том числе и протестантов) укрылось в лесах у местных индейцев или же среди более многочисленного 70-тысячного франко-католического населения пока ещё французского Квебека (павшего в 1760 г.). В изгнании поддержка протестантских ценностей перестала быть приоритетом. На первое место вышло сопротивление ассимиляционным механизмам Великобритании, Канады и США. К концу XX века франко-акадцы, как и франко-квебекцы, сделали своей главной задачей сохранение французского языка и культуры ввиду угрозы англификации.

#### Беженцы
Множество гугенотов спаслось бегством в Швейцарию, Нидерланды и Англию. В общем, Франция потеряла 200 000 трудолюбивых граждан. За границей они везде были приняты радушно и способствовали в значительной мере поднятию торговли и промышленности. Часть гугенотов через Голландию перебралась в Капскую колонию, где положили начало местному виноделию.

### XVIII век

#### Камизары
Ожесточающиеся гонения вызвали в 1702 году в Севеннских горах так называемое восстание камизаров под руководством Жана Кавалье.
Несмотря на все стеснительные меры, протестантизм удержался во Франции. Людовик XV по настоянию иезуитов издал несколько новых декретов против еретиков; но дух гуманности пустил настолько глубокие корни, что даже королевские чиновники не в состоянии были исполнять эти декреты.

#### Новая эмиграция
В 1752 году правительство сделало последнюю попытку подавить протестантизм, объявив все крещения и браки, совершённые реформатскими священниками, недействительными и предписав произвести их вновь католическому духовенству. Эта мера вызвала новую волну эмиграции; общественное мнение заставило правительство взять своё постановление обратно. Однако Франция продолжала терять многие тысячи гугенотов, которые выбирали эмиграцию и новую жизнь в «Новом Свете» — Северной и Южной Америке. Президент США Джордж Вашингтон был потомком гугенотов-эмигрантов.

#### Узаконивание прав
Гражданские права были возвращены гугенотам ноябрьским эдиктом 1787 года. Революция 1789 года предоставила протестантам все политические права, которых они были так долго лишены. Кодекс Наполеона узаконил их равноправие, и даже Реставрация признала за реформатами свободу совести и гарантировала их священникам жалованье от государства.

### XIX век
В начале правления Людовика XVIII протестантов постоянно смещали с должностей, особенно на юге Франции и в окрестностях Нима. Были отдельные случаи нападения черни на гугенотов вследствие подстрекательства ультрароялистов и ультрамонтанов. Несмотря на то что с тех пор явные атаки не повторялись, гугеноты уже не могли полностью восстановить равное положение в обществе. Из-за вынужденной эмиграции гугенотов и их сторонников протестантов из Европы в Новый Свет пополнялись общины франко-канадцев и франко-американцев в Канаде и США, преимущественно в Луизиане и других южных штатах.

### XX век
Трагедии первой и второй мировых войн и последовавшие затяжные экономические и политические проблемы вызвали массовые потоки переселенцев из разорившейся Европы в Северную и Южную Америку, и гугеноты, как и последователи многих других религий и политических течений эмигрировали из Франции. Кальвинистская Швейцария приняла тысячи гугенотов, в основном образованных специалистов. Также поступали и другие страны. Усилия президента Франции Де Голля по нормализации жизни общества дали свои плоды, но страна уже потеряла значительную часть человеческого потенциала, и в этих потерях немалую долю составили гугеноты и другие общины протестантов.
Во время Второй мировой войны гугеноты во главе с Андре Трокме в деревне Шамбон-сюр-Линьон помогли спасти многих евреев. Они прятали их в секретных местах или помогали выбраться из вишистской Франции. Андре Трокме проповедовал против дискриминации, поскольку нацисты набирали власть в соседней Германии, и призывал свою протестантскую гугенотскую общину прятать еврейских беженцев от Холокоста.

### XXI век
В настоящее время во Франции существует несколько десятков протестантских организаций. Из них только три организации считают себя продолжателями дела гугенотов:
- Реформатская церковь Франции (L’Église Réformée de France, ÉRF), заявляющая о 350000 приверженцев. В настоящее время отошла от чистого кальвинизма и сближается с лютеранскими церквями.
- Протестантская реформатская церковь Эльзаса и Лотарингии (Église protestante réformée d’Alsace et de Lorraine, EPRAL) с незначительным числом приверженцев.
- Национальный союз независимых евангельских реформатских церквей Франции (Union nationale des Églises réformées évangéliques indépendantes de France, EREI) с небольшим числом приверженцев.